# ماریا اشنایدر (موسیقی‌دان)
ماریا اشنایدر (انگلیسی: Maria Schneider؛ ۲۷ نوامبر ۱۹۶۰ – ) یک موسیقی‌دان اهل ایالات متحده آمریکا بود. وی در سال‌های ۲۰۰۴، ۲۰۰۷ و ۲۰۱۳ برنده جایزه گرمی شده است.